# Christmannus Haqvini Kylander
Christmannus Haqvini Kylander, född 1569, död 1621 i Gammalkils församling, Östergötland, var en svensk präst.

## Biografi
Christmannus Kylander föddes 1569. Han var son till kyrkoherden Haqvinus Canuti och Karin Rasmusdotter i Gammalkils församling. Kylander prästvigdes 1592 och blev komminister i Gammalkils församling, Gammalkils pastorat. Han blev 1601 kyrkoherde i församlingen. Kylander avled 1621 i Gammalkils församling.

### Familj
Kylander gifte sig med Elisabet Drysander. Hon var dotter till kyrkoherden Jonas Erici i Ekebyborna socken. Efter Kylanders död gifte Elisabet Drysander om sig med kyrkoherden Magnus Petri Juniperinus i Gammalkils socken.